# David Behre
David Behre (* 13. September 1986 in Duisburg, Nordrhein-Westfalen) ist ein auf Sprintwettbewerbe spezialisierter deutscher Leichtathlet in der Startklasse T62 (ehemals T43). Er ist Weltmeister und Paralympicssieger.

## Persönliches
Behre erlitt am 8. September 2007 im Alter von 20 Jahren einen schweren Unfall in seiner Heimatstadt Moers, bei dem er von einem Zug erfasst wurde und ihm beide Unterschenkel abgetrennt wurden. Noch während seines anschließenden Krankenhausaufenthaltes sah er einen Fernsehbericht über den ebenfalls unterschenkelamputierten Sprinter Oscar Pistorius und widmete sich fortan dem Behindertensport.

## Karriere
Bei den IWAS Leichtathletik-Weltmeisterschaften in Bangalore, Indien 2009 wurde Behre unter anderem Vizeweltmeister im Sprint über 200 Meter mit einer Zeit von 24,56 s und Weltmeister mit der Sprintstaffel über 4-mal 100 Meter. Zwei Jahre später wurde er im neuseeländischen Christchurch Europarekordhalter und Vizeweltmeister über 400 Meter. Bei seiner ersten Paralympics-Teilnahme im August 2012 gewann er mit der deutschen Sprintstaffel die Bronzemedaille, nachdem die brasilianische und amerikanische Sprintstaffel nach einem Wechselfehler disqualifiziert wurden und Deutschland somit von Platz 5 auf Platz 3 vorrückte.
2013 gewann er bei den Weltmeisterschaften in Lyon die Bronzemedaille über 200 Meter.
Über 400 Meter holte er bei den Weltmeisterschaften 2015 in Katar die Goldmedaille in 48,42 s. Bei den Paralympischen Spielen 2016 in Brasilien konnte Behre die Bronzemedaille über 200 Meter, die Silbermedaille über 400 Meter und im Team mit Markus Rehm, Felix Streng, Johannes Floors die Goldmedaille in der 4-mal-100-Meter-Staffel gewinnen.
Für seine sportlichen Erfolge bei den Paralympischen Spielen 2016 erhielt er am 1. November 2016 das Silberne Lorbeerblatt. Zusammen mit seinen Staffelkollegen wurde er 2016 Behindertensportler-Mannschaft des Jahres.
Er trainiert beim TSV Bayer 04 Leverkusen.

## Sonstiges
David Behre engagiert sich für die Inklusion behinderter Menschen. Des Weiteren tritt er als Motivationstrainer auf und unterstützt Personen, die durch einen Unfall Gliedmaßen verloren haben. Als Gesellschafter und Markenbotschafter eines deutschen Prothesenherstellers liegt ihm die individuelle und umfassende prothetische Versorgung von Amputierten besonders am Herzen.
Im November 2013 veröffentlichte er seine Biografie Sprint zurück ins Leben, in der er seine Erfahrungen schildert und Einblicke in sein Leben vermittelt. Knappe sieben Jahre später, im September 2020, erschien sein zweites Buch Innere Stärke. Heute beginnt dein Sprint ins Leben. So offen wie nie spricht er darin über seinen Weg zum Erfolg, aber auch über die Schattenseiten seiner Karriere und teilt seine Bausteine für ein zufriedenes Leben.